# Арбора (Ђенова)
Арбора је насеље у Италији у округу Ђенова, региону Лигурија.
Према процени из 2011. у насељу је живело 132 становника. Насеље се налази на надморској висини од 150 м.